# Паутинник слизевой
Паути́нник слизево́й (лат. Cortinarius mucifluus) — гриб семейства паутинниковые (Cortinariaceae).

## Описание
- Шляпка 4—12 см в диаметре, колокольчатая, затем становится ширококолокольчатой, обильно покрытая слизью, с буровато-коричневой или желтовато-коричневой, иногда с оливково-жёлтым оттенком, поверхностью. Край шляпки неровный.
- Пластинки приросшие зубцом, в молодом возрасте почти белого цвета, со временем становятся серовато-бурыми и желтовато-коричневыми.
- Мякоть беловатого цвета, иногда с желтоватым оттенком, без особого вкуса и запаха.
- Ножка 10—20×1—2,5 см, веретеновидной формы, обильно покрытая слизью, белого цвета, у некоторых молодых грибов со слабым голубоватым оттенком, с несколькими поясками — остатками покрывала.
- Споры жёлто-коричневого цвета, 12—17×7—9 мкм, лимоновидной формы, покрытые грубыми бородавками.

## Экология и ареал
Встречается в сосновых и смешанных лесах.
Произрастает в Северной Европе и Грузии. На территории России встречается в Мурманской и Тверской областях.